# Karolyn Grimes
Karolyn Grimes (Hollywood, California, 4 de julio de 1940) es una actriz estadounidense. Es conocida sobre todo por haber interpretado el papél de la niña Zuzu Bailey en Qué bello es vivir, la película navideña de 1946 dirigida y producida por Frank Capra.

## Vida personal
Los padres de Karolyn Grimes eran profesores de Kansas City, Misuri que se habían trasladado a Hollywood, California. Su madre deseaba que su hija fuera actriz y la inscribió a clases de violín y piano en la escuela de arte drámatico Boyd School for Actors desde los cinco años y la presentó a numerosas audiciones. La carrera de Grimes se resintió por la mala salud de su madre, que murió cuando la joven tenía catorce años. Al año siguiente, su padre falleció en un accidente automovilístico. Un juez decidió enviar a Grimes a vivir con sus parientes en Osceloa, Misuri, pero ella no fue feliz en su nuevo hogar. Realizó estudios universitarios en la University of Central Missouri en Warrensburg y encontró trabajo como tecnóloga médica.
El primer matrimonio de Karolyn Grimes acabó en divorcio. Más tarde, su exmarido, Hal Barnes, murió en un accidente de caza. El hijo de Grimes se suicidó a los dieciocho años de edad en 1989 y su segundo esposo, Mike Wilkerson, falleció de cáncer en 1994.

## Carrera de actriz

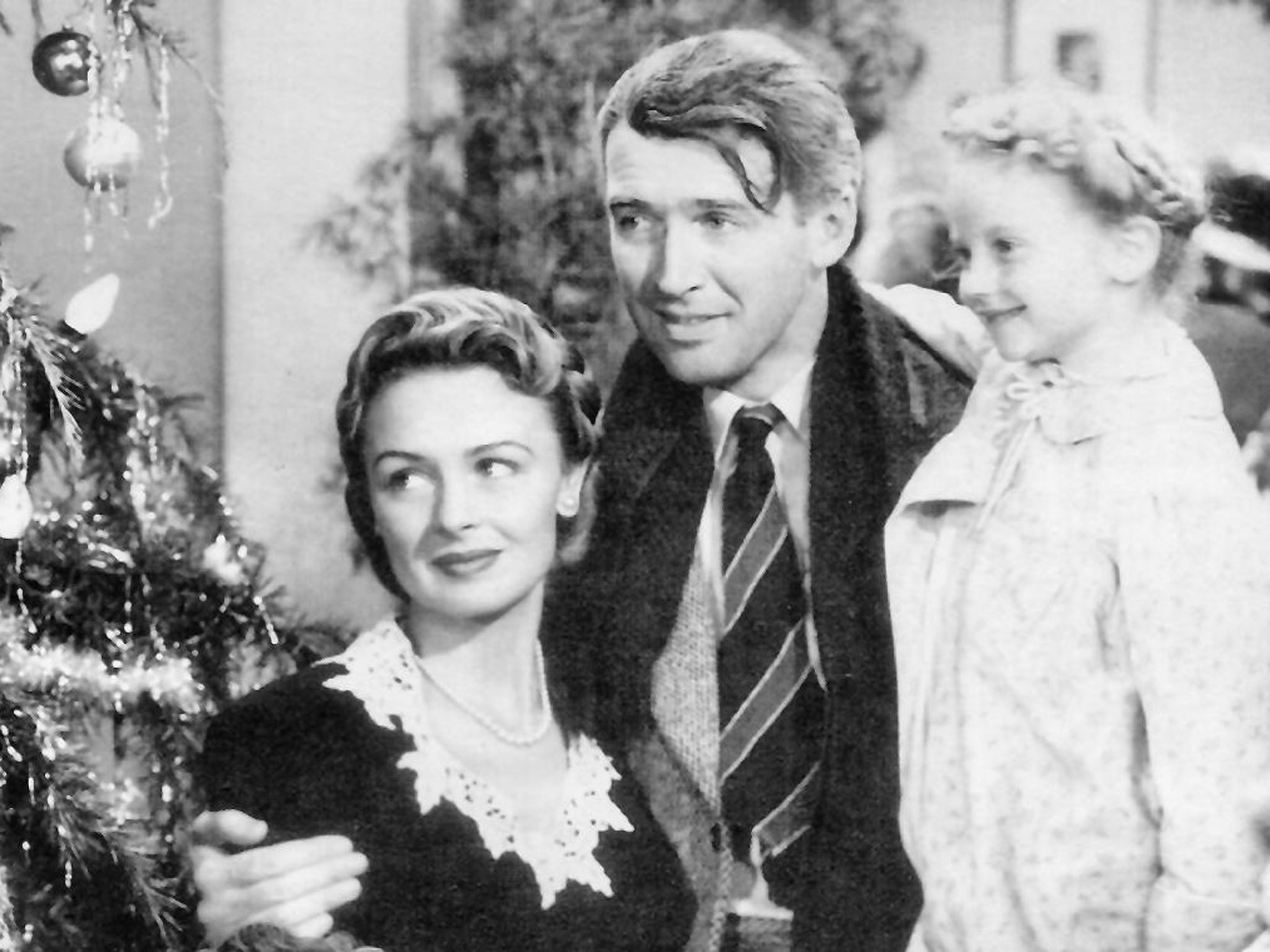
Donna Reed, James Stewart y Karolyn Grimes en Qué bello es vivir (1946)

Durante su breve carrera de actriz infantil Karolyn Grimes actuó en dieciséis películas, aunque se la conoce principalmente por el papel de la pequeña Zuzu Bailey, la hija de George Bailey (James Stewart) y Mary Bailey (Donna Reed), en Qué bello es vivir (1946). Durante gran parte de su vida, Karolyn Grimes no consideró que este papel fuera muy importante, pero a raíz del aumento de la popularidad de la película en los años 1980, Grimes empezó a conceder entrevistas. Tras los problemas financieros que experimentó a finales de la década de los 90, Grimes empezó a promocionar entusiásticamente la película. Asistió a estrenos especiales de Qué bello es vivir en cines de todo el mundo, firmó autógrafos y contó anécdotas sobre el rodaje. Además, Grimes promocionó una muñeca de Zuzu Bailey y es la autora acreditada de un libro de recetas inspirado por la película y el personaje de Zuzu Bailey.

## Filmografía
- That Night with You (1945)
- Pardon My Past (1945)
- Amor sublime (1946)
- Blue Skies (1946)
- Qué bello es vivir (1946)
- Sweet and Low (1947)
- Vance's Gamble (1947)

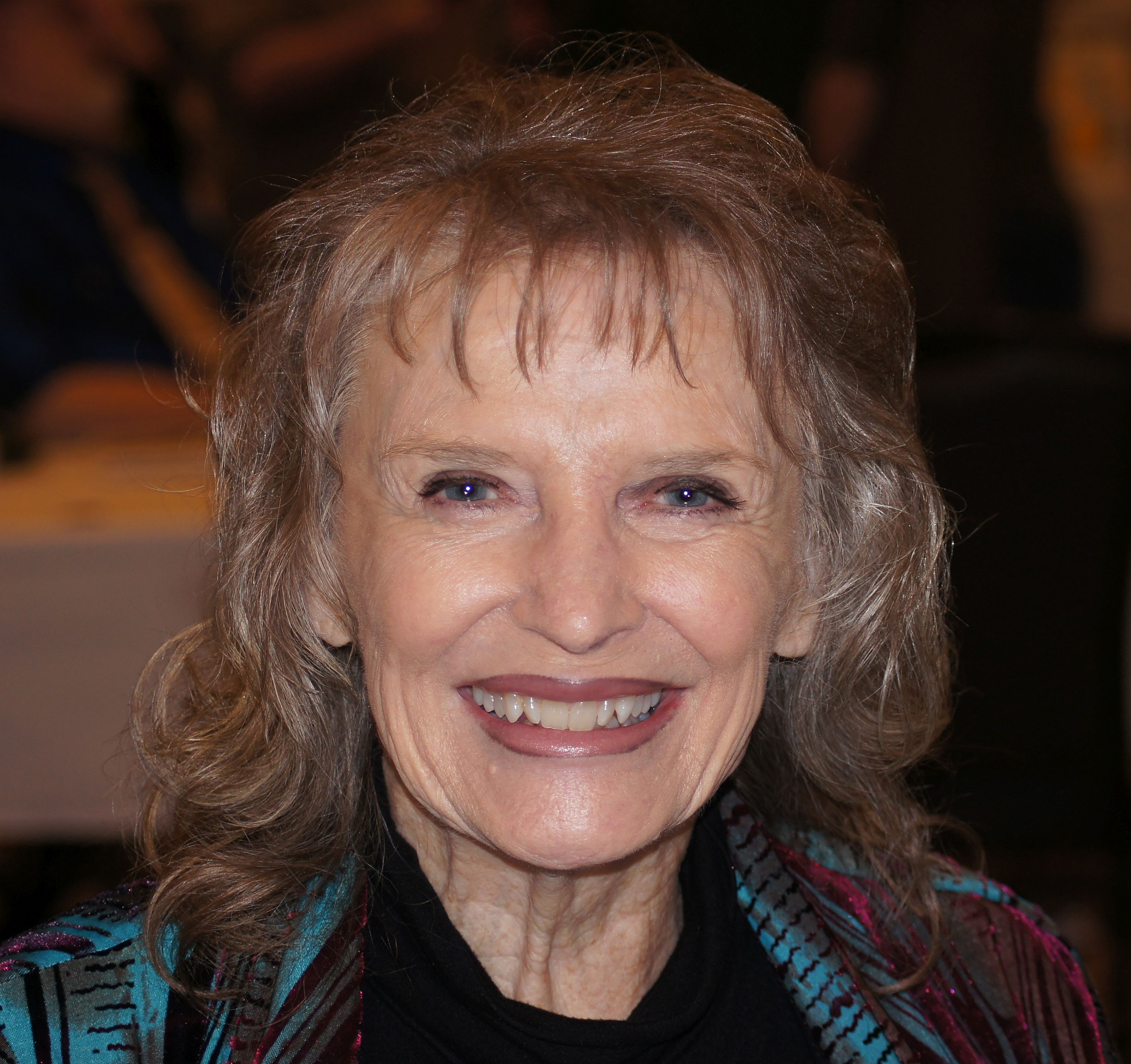
Karolyn Grimes en 2019

- The Private Affairs of Bel Ami (1947)
- Mother Wore Tights (1947)
- Los inconquistables (1947)
- Albuquerque (1948)
- La mujer del obispo (1948)
- Lust for Gold (1949)
- Río Grande (1950)
- Honeychile (1951)
- Hans Christian Andersen (1952)